# Regnéville-sur-Meuse
Regnéville-sur-Meuse település Franciaországban, Meuse megyében. Lakosainak száma 50 fő (2022. január 1.). Regnéville-sur-Meuse Brabant-sur-Meuse, Champneuville, Cumières-le-Mort-Homme, Forges-sur-Meuse és Samogneux községekkel határos.

## Népesség
A település népessége az elmúlt években az alábbi módon változott:
| Lakosok száma | 34   | 32   | 34   | 39   | 47   | 49   | 51   | 51   | 51   | 50   |
|               | 1968 | 1982 | 1990 | 2006 | 2013 | 2015 | 2017 | 2019 | 2020 | 2022 |